# Brachyphalangia

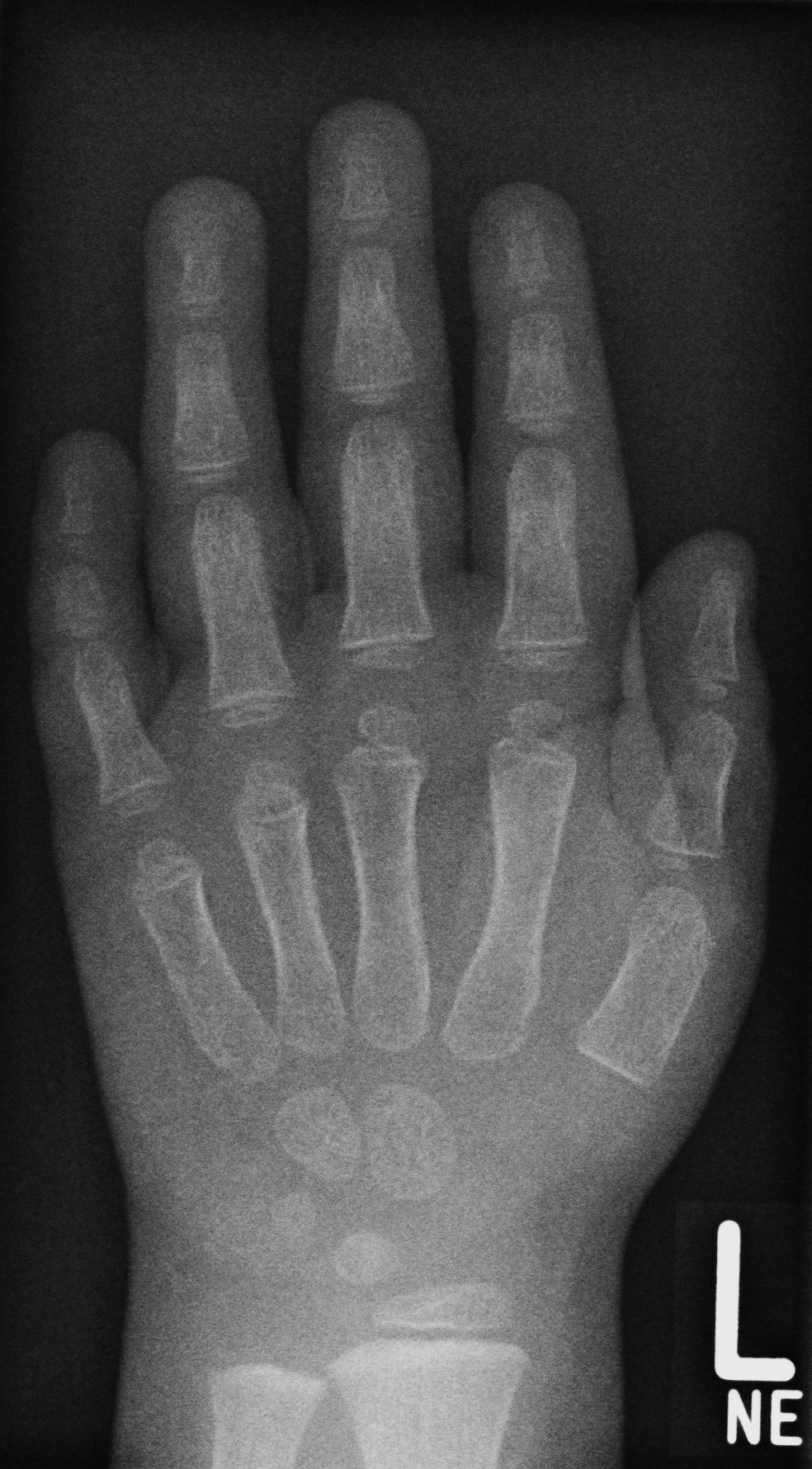
Brachymesophalangia 5. palca widoczna na radiogramie dłoni u 3,5-letniej dziewczynki.

Brachyphalangia to wada wrodzona polegająca na skróceniu kości tworzących dłoń. W zależności od tego, która kość uległa skróceniu, używa się następujących terminów:
- brachytelephalangia – skrócenie paliczków dystalnych (dalszych; odsiebnych)
- brachymesophalangia – skrócenie paliczków środkowych
- brachybasophalangia – skrócenie paliczków proksymalnych (bliższych; dosiebnych)
- brachymetacarpia – skrócenie kości śródręcza
- brachymetatarsia – skrócenie kości śródstopia.